# Volteo humano de campanas (Castielfabib)
El volteo o bandeo humano de campanas es una tradición festivo-religiosa que tiene lugar en el Campanario de la iglesia de Nuestra Señora de los Ángeles de Castielfabib, Valencia (Comunidad Valenciana, España).
.
.
.

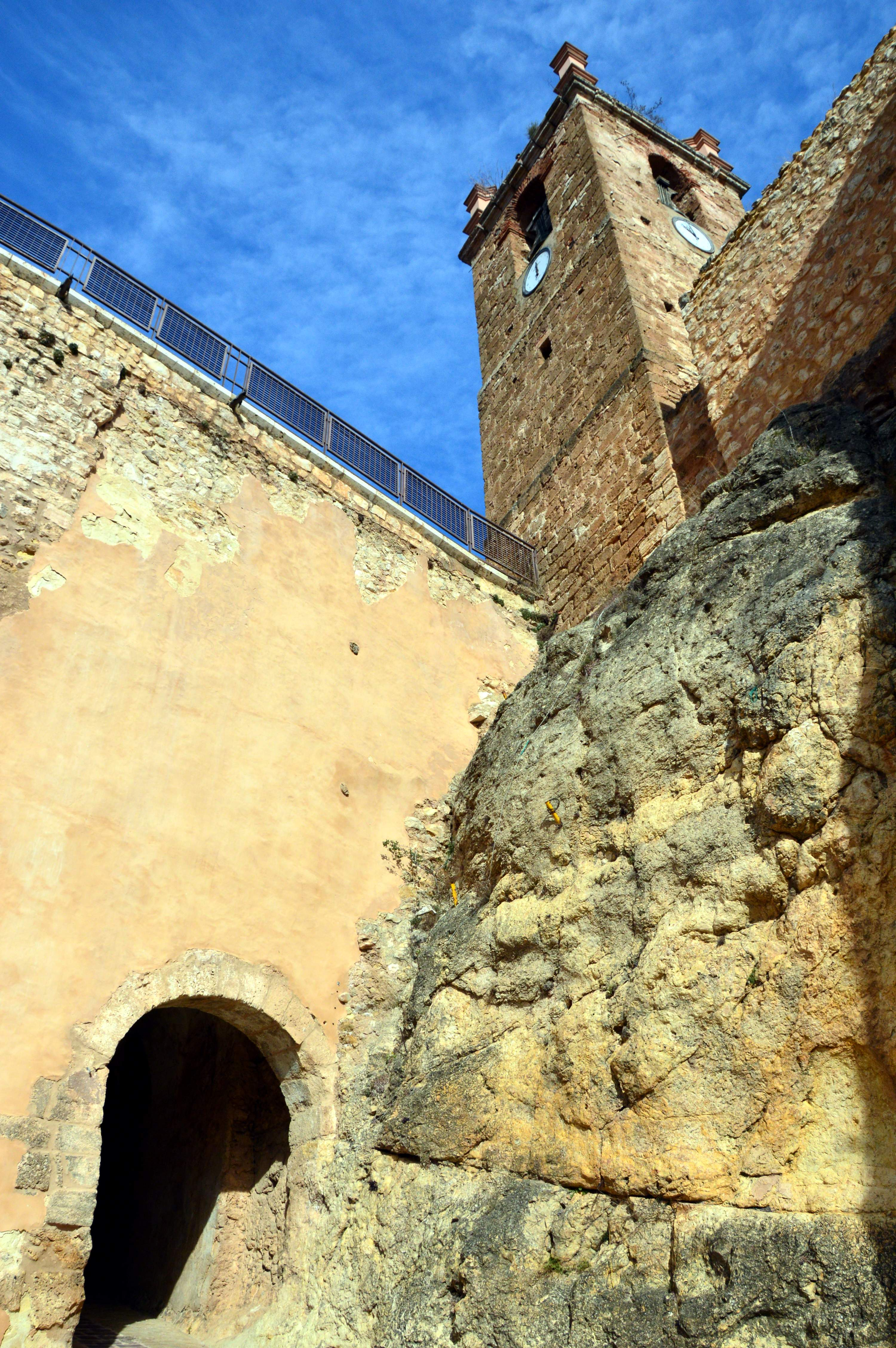
Iglesia-fortaleza de Castielfabib, con detalle del campanario donde se realiza el volteo humano (2019).

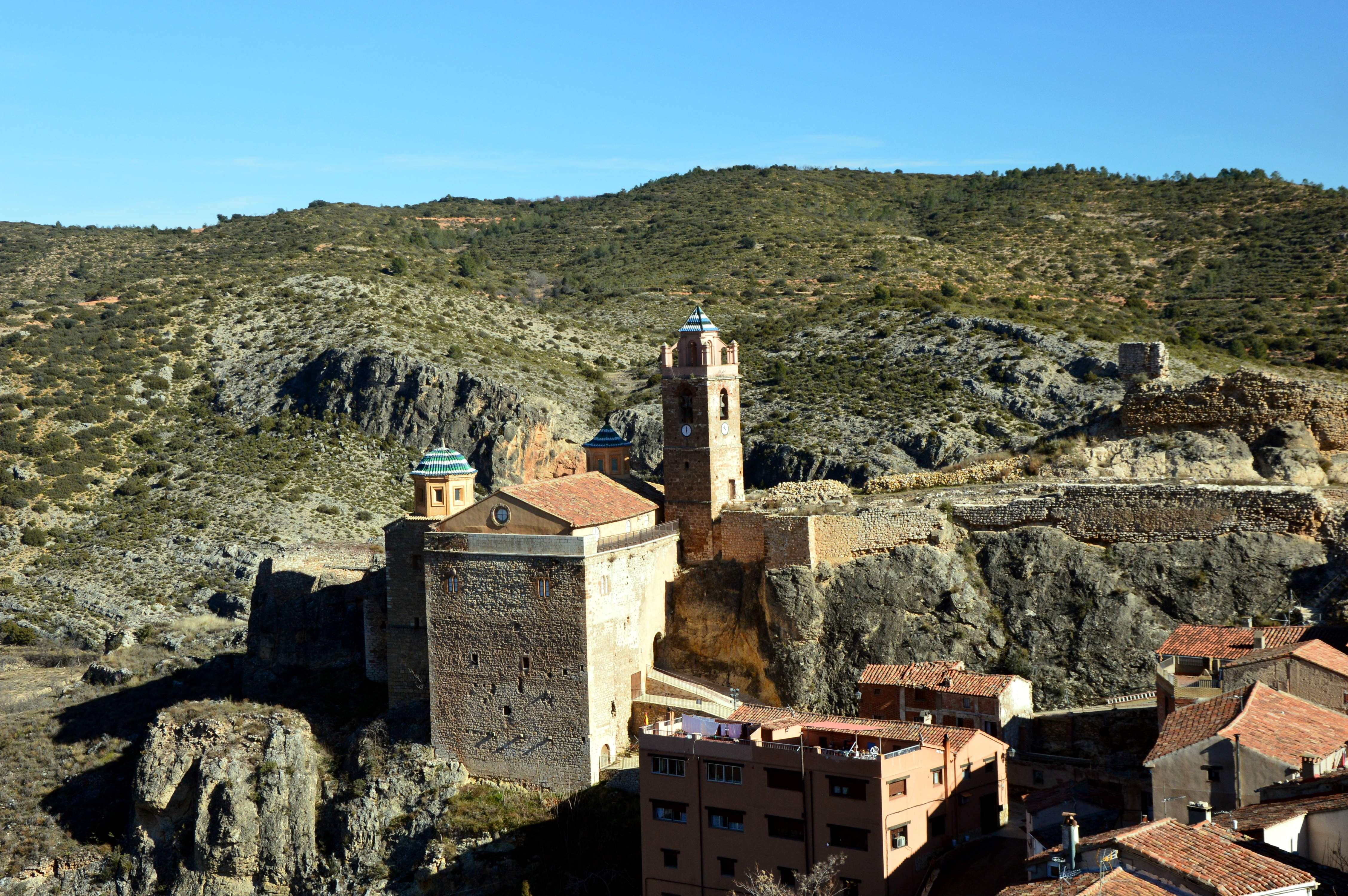
La iglesia-fortaleza de Castielfabib desde La Torreta (2019)

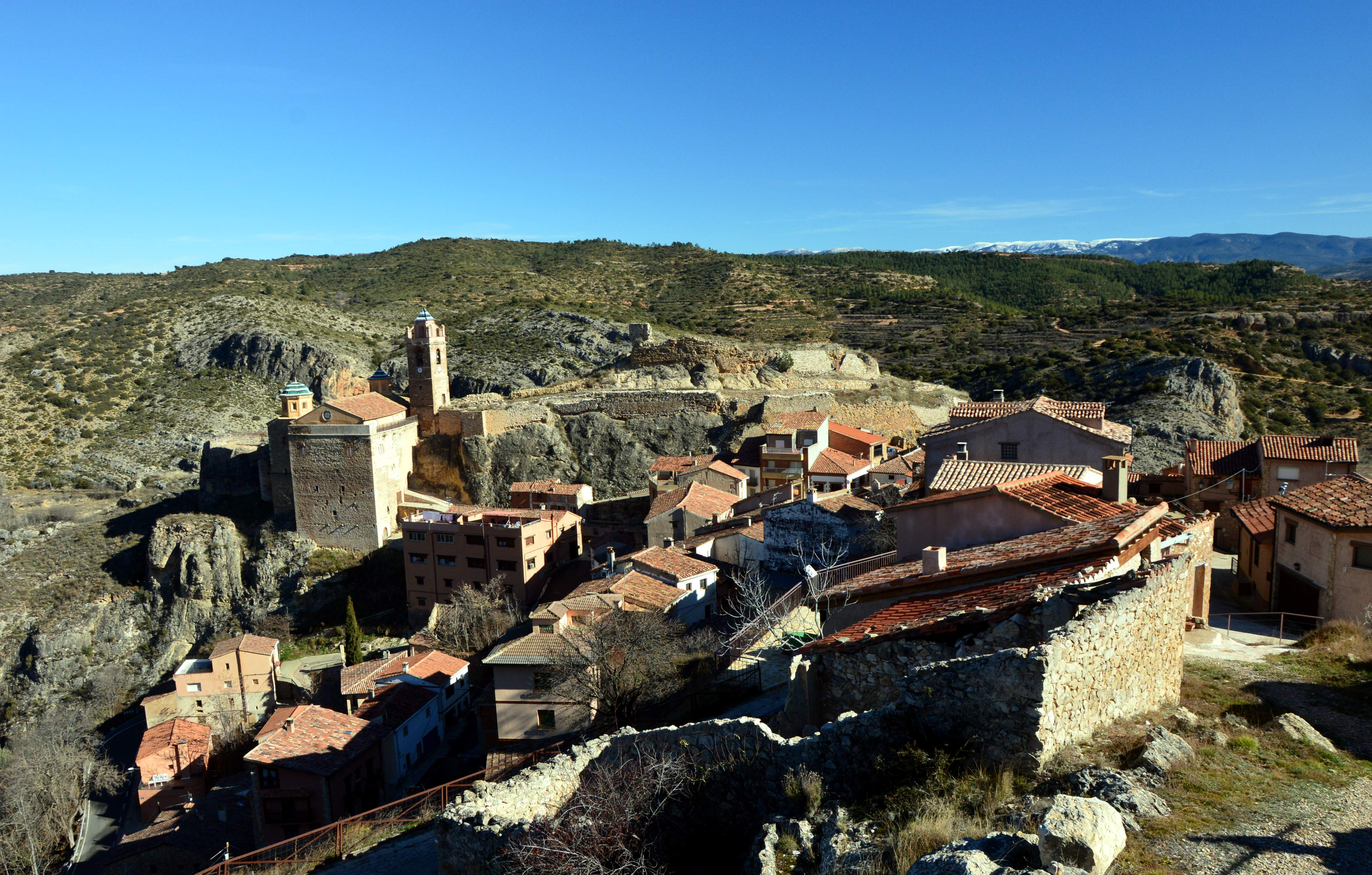
Paisaje urbano de Castielfabib, desde La Torreta, con detalle de la iglesia-fortaleza (2019)

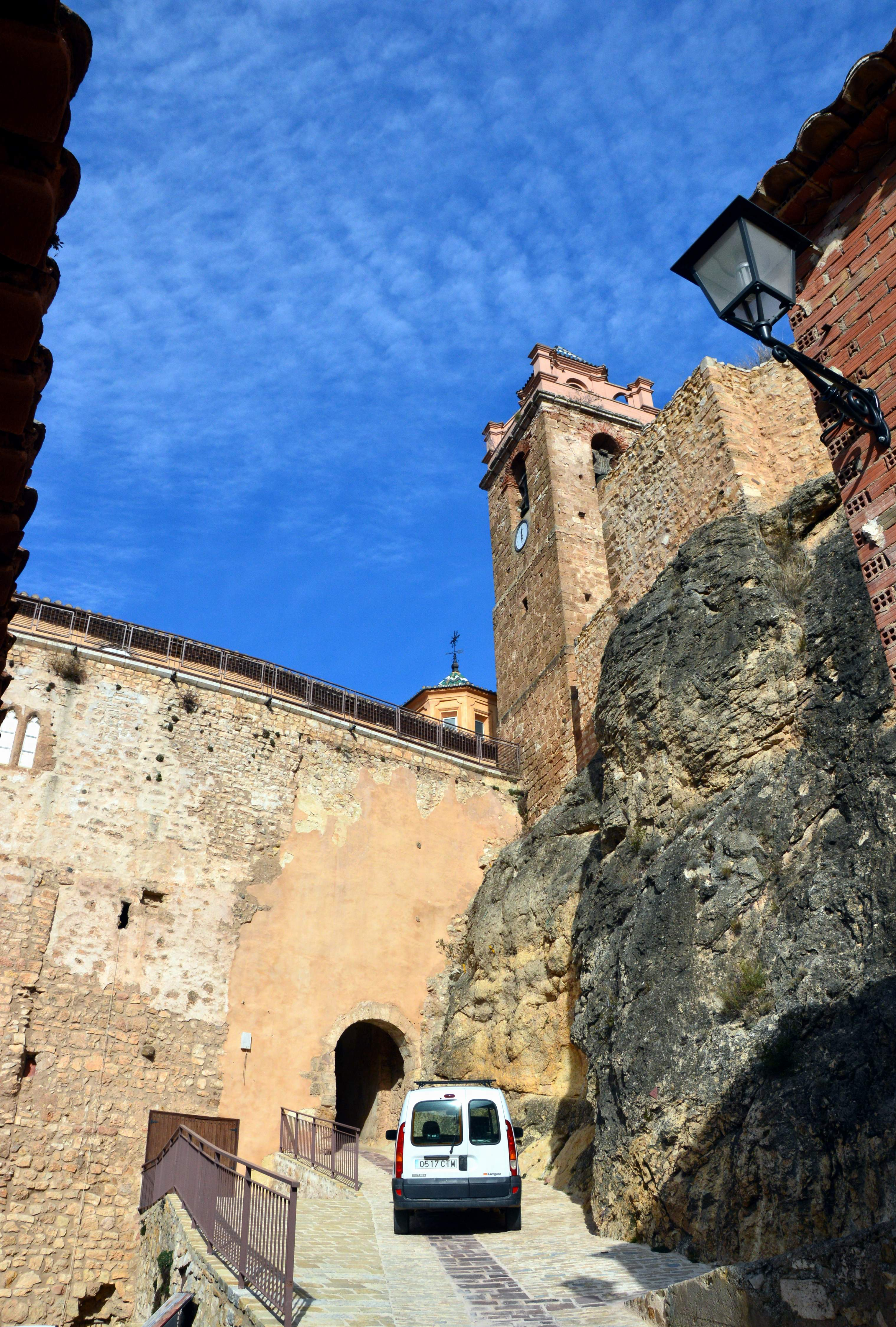
Iglesia-fortaleza de Castielfabib (2019)

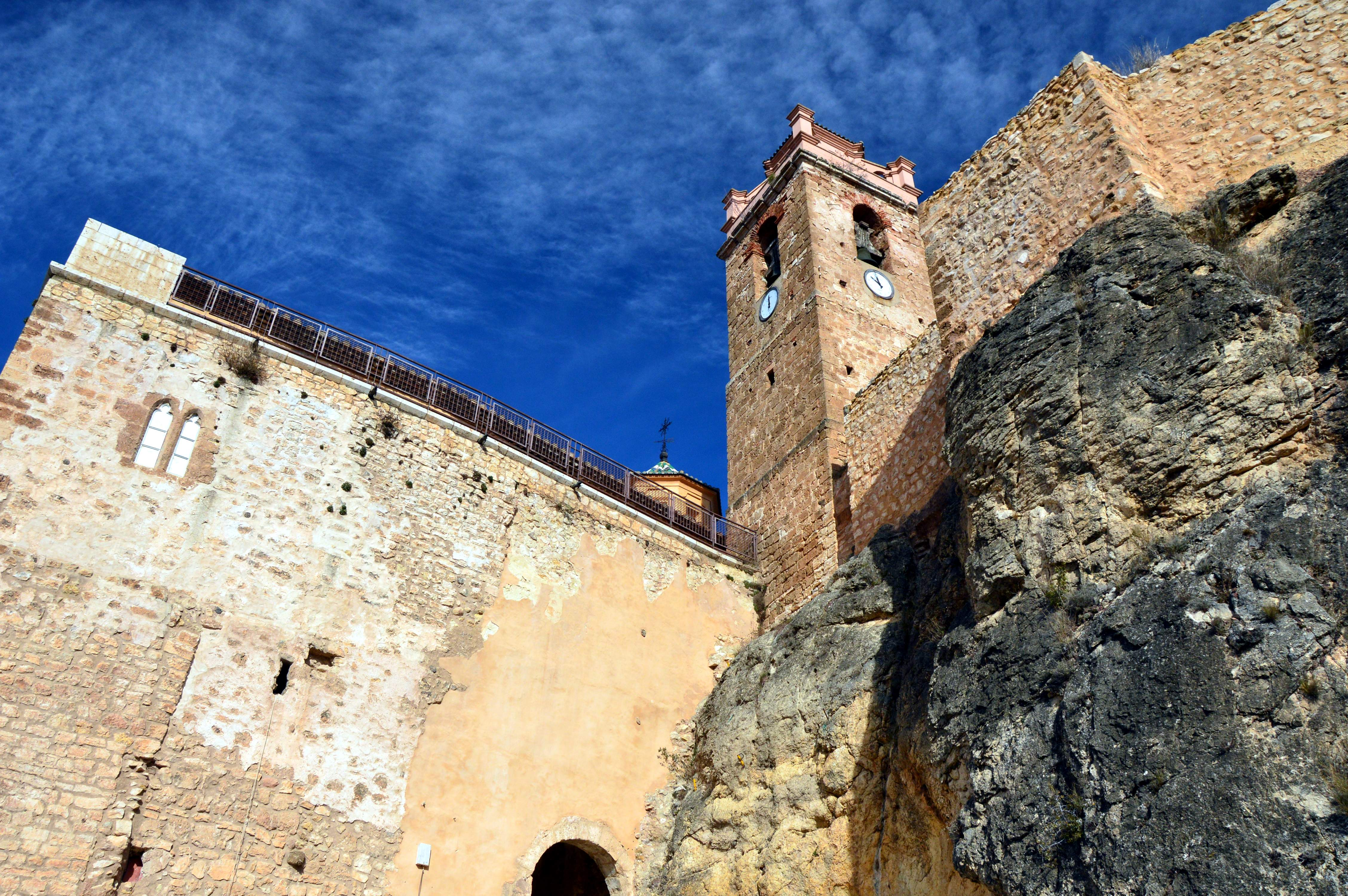
Iglesia-fortaleza de Castielfabib (2019)

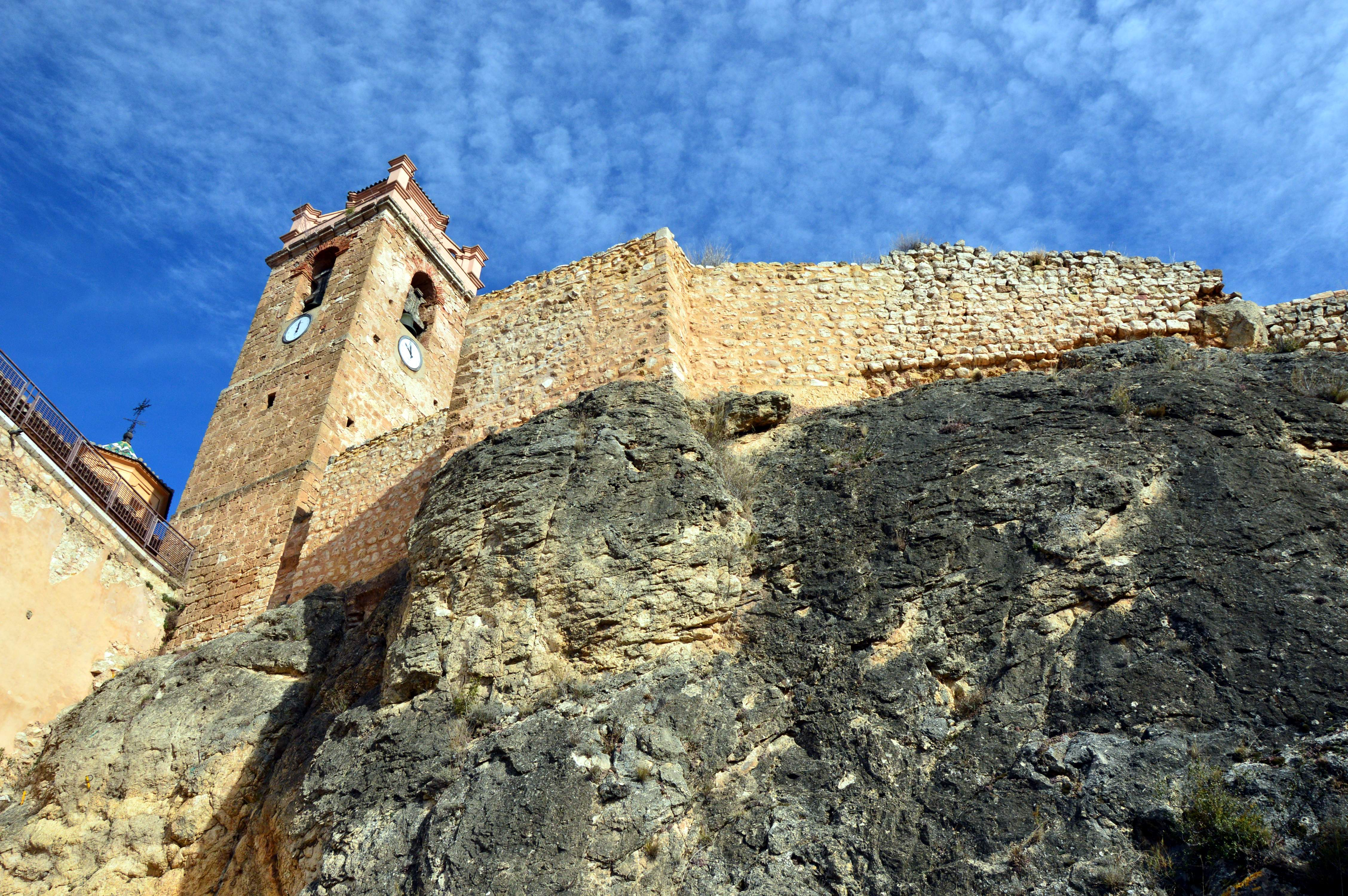
Iglesia-fortaleza de Castielfabib (2019)

Se realiza varias veces al año, siendo las principales, en la onomástica de San Guillermo, patrón de la Villa, el 10 de febrero; en la mañana de Pascua de Resurrección, durante la «Procesión del Encuentro» entre la Virgen María y Cristo Resucitado; y en la festividad de la Virgen de Tejeda, patrona de la Villa, el 8 de septiembre; además, también se realiza en ciertos momentos de especial celebración, como la llegada de una personalidad a la Villa o con motivo de alguna despedida de solteros.

## Historia
A pesar de que la tradición oral dice que el volteo humano tiene un origen inmemorial, remontándose a la época medieval, no hay registros documentales que lo prueben.  
Hasta ahora no se han encontrado noticias escritas del volteo humano en la abundante documentación medieval relativa a la Villa (desde la reconquista cristiana en el 1210, hasta el siglo XV), ni en la documentación moderna (siglos XVI, XVII y XVIII). Tampoco aparecen referencias en las Relaciones ad limina de los obispos de Segorbe (del siglo XVI al XIX).
Asimismo, no existen menciones en las crónicas de los prestigiosos autores que trataron de Castielfabib en el siglo XVI (Beuter, 1554; Viciana, 1564), en el XVII (Escolano, 1610-11), en el XVIII (Espinalt y García, 1778-95; Cavanilles, 1795-97) y en el XIX (Villanueva, 1804; Miñano y Bedoya, 1826-29; Boix, 1845-47; Madoz, 1846; Aguilar y Serrat, 1890), en ninguno de sus escritos los autores mencionados aluden a la tradición castielera del volteo humano de campanas.
Las primeras noticias escritas del volteo humano proceden de la segunda mitad del siglo XX, por mano del escritor y periodista valenciano Luis B. Lluch Garín (1966 y 1980): 
- «[Los mozos], para demostrar que lo son, hacen su bautismo del aire y agarrados a las campanas voltean sin cesar, formando un solo cuerpo con el bronce que sale y entra por la hornacina, encima del abismo, arañando con sus brazos y piernas el aire quieto de ese precipicio».[2]

Recogen también el acontecimiento Miguel Garcían Lisón y Arturo Zaragozá (1983):
- «Es de notar por su interés etnográfico que en la campana  denominada La Guillermina (fabricada en 1673 y así llamada en honor del patrón de la población, San Guillermo) y en determinadas festividades, el volteo se efectúa con uno de los mozos del pueblo fuertemente sujeto al cuerpo de la campana, existiendo al respecto importante récords de vueltas de campana».[3]

Asimismo, lo recoge la periodista y escritora valenciana, María Ángeles Arazo y el fotógrafo Francesc Jarque (1998):
- «Las campanas, voltean desde que apareció la imagen chiquita con el Niño, cubierta con manto de oro. Y desafiando al espacio, olvidando la impresionante altura, los mozos se abrazan a la campana Guillermina (la que evita las tormentas) y giran con ella, unidos al bronce; seguramente con los ojos cerrados y sintiéndose sonido».[4]

Y el cronista de la Mancomunidad de Municipios Rincón de Ademuz (2007), quien hace una interpretación antropológica de tan arriesgada tradición.

## Desarrollo
En la onomástica de San Guillermo (10 de febrero) tiene lugar una misa mayor con procesión, llevando la imagen del santo sobre sus andas por las calles de la villa, mientras tiene lugar un bandeo de campanas. Asimismo, para celebrar el “encuentro”, el domingo de Resurrección, la imagen de la Virgen sale de la vecina Ermita de la Virgen de Gracia, precedida del mayoral y mayoralesas, con sus sayaleros, jubones y mantos bordados, mientras las niñas echan flores al paso del anda. Al mismo tiempo, la imagen del Niño, cubierta con manto de oro, sale de la parroquial.
Durante ambas procesiones –San Guillermo y Pascua- es cuando tradicionalmente los mozos de Castielfabib “cabalgan” la campana Guillermina, bronce vaciado en 1673, ubicado en la hornacina de la fachada septentrional del campanario, a cuyos pies se halla la puerta de entrada al pasadizo de El Carrerón, también llamada puerta de La Reja, que constituía la entrada principal al castillo que coronaba la villa medieval.-</ref> La distancia entre la campana y la calle es de unos cincuenta metros. Existen dos formas de volteo humano, lo que se llama «montar» o cabalgar la campana, y «dar vueltas» o voltear:
- Para «montar» la campana se basta uno solo, hay que ir empujándola hasta que el bronce y el yugo alcanzan la horizontal, de esta forma, cuando el yugo se halla dentro del piso de campanas, se agarra uno a los tornillos del yugo, y con el propio impulso se gira hacia fuera: en este caso no se llega a dar la vuelta completa, a esto se le llama «asomarse». Cuando se está montado sobre el yugo, para evitar deslizarse hay que poner la punta del pie en una rendija que hay entre el bronce y el yugo, de no hacerlo se corre el riesgo de deslizarse y caer al vacío. Propiamente, «montar» la campana es un paso previo a «dar vueltas» o voltear.[7]

- Para el ejercicio de «dar vueltas» o voltear hay que posicionarse de forma distinta, y hacen falta dos o más personas, ya que por el propio impulso, la campana, que está muy equilibrada, no puede voltear, a excepción de que se suba con un gran impulso, lo que no es recomendable. En cualquier caso, la campana debe hallarse en posición horizontal, entonces hay que agarrarse a los salientes metálicos del yugo y el propio empuje de la campana sube al volteante, a la vez que las piernas de este se sujetan al maderamen, ya que la mejor técnica aconseja subir con las piernas abiertas, espatarrado, colocando luego los pies por delante. En esta posición, hay que sujetarse con la mano izquierda a un clavo del yugo, mientras que con la derecha se abraza, sujetándose a una de las abrazaderas que cruzan el yugo de alto en bajo. Al mismo tiempo, cabe agachar la cabeza, pegándola al yugo, ello para evitar golpearse contra la repisa de la hornacina. Cada vez que la campana se halla en esta posición, los demás bandean, ya que por sí misma la campana no puede dar la vuelta.[7]

## Significado y evolución
Se desconoce el origen de tan insólita tradición, aunque se sabe por testimonios que a principios del siglo XX los niños de entonces ya se ejercitaban en el ejercicio del volteo, sujetando el badajo para que no sonara y montando la campana.
Hipotéticamente, su origen pudo estar en la fanfarronada de algún mozo de la Villa, en una promesa, una apuesta u otra idea similar.
Desde un punto de vista antropológico, el volteo humano de campanas en Castielfabib podría interpretarse como un rito de iniciación, mediante el que se pasa de la vida adolescente a la adulta, merced a la consumación de un ejercicio sumamente arriesgado, cual es montar o voltear la campana, cuya ejecución requiere pericia y valor.
El volteo humano de campanas tuvo su momento álgido en los años cuarenta y años cincuenta del siglo XX, hallándose íntimamente vinculado a las concurridas celebraciones religiosas de la Villa: San Guillermo (10 de febrero), Pascua de Resurrección, Virgen de Tejeda (8 de septiembre). 
En las últimas décadas, la práctica de esta tradición por efecto de la despoblación de la zona, ha perdido parte de la pasión que antaño levantaba entre los de la Villa, tal vez porque tampoco hay niños que aprendan de sus mayores la técnica de tan temerario ejercicio. Hoy se realiza de forma esporádica, a veces fuera del ámbito religioso en que tradicionalmente tenía lugar, como las despedidas de soltero y con ocasión de la llegada a la Villa de alguna personalidad a la que se desea agasajar.
Con ser un ejercicio arriesgado, no hay constancia de que nadie haya padecido nunca un accidente mortal, no obstante haberse conseguido récords de volteos, hasta el centenar.
El futuro de esta tradición se halla comprometido por efecto de la despoblación, ya que cada día quedan menos vecinos en Castielfabib que hayan cabalgado y/o volteado alguna vez la campana Guillermina, ello impide que los escasos niños y jóvenes puedan heredar de sus mayores el entusiasmo y la técnica que requiere la práctica del volteo humano.